# The Commuter – Nincs kiszállás
A The Commuter – Nincs kiszállás (eredeti cím: The Commuter)  2018-ban bemutatott francia–amerikai–brit akció-thriller, melyet Jaume Collet-Serra rendezett és Byron Willinger, Philip de Blasi, valamint Ryan Engle írt. A főszereplők Liam Neeson, Vera Farmiga, Patrick Wilson, Jonathan Banks, Elizabeth McGovern és Sam Neill.
A film 2018. január 8-án mutatkozott be New Yorkban, majd az Amerikai Egyesült Államokban 2018. január 12-én, az Egyesült Királyságban pedig január 19-én került mozikba. Magyarországon január 11-én mutatta be szinkronizálva a Big Bang Media.

## Rövid történet
Egy biztosítási ügynök/ex-nyomozó életveszélyes összeesküvésbe keveredik a napi hazafelé tartó útja során.

## Cselekmény
Az egykori rendőrtiszt, Michael MacCauley (Liam Neeson) családfőként él a feleségével és fiával. A férfi mindennap a Hudson vonala mentén, ugyanazon a vasúti vonalon utazik a munkájába jövet-menet a tarrytowni Grand Central Terminalnál, ám hamarosan elmondja neki a főnöke, hogy el kell bocsássa a tíz évnyi életbiztosítási-ügynök állásából.
Hazafelé a vonaton Michael találkozik egy Joanna (Vera Farmiga) nevű titokzatos nővel. Joanna hipotetikus ajánlatot tesz Michaelnek, arra kéri őt, hogy tegyen meg egy olyan dolgot, ami következményekkel járhat. Azt a feladatot adja Michaelnek, hogy találjon meg egy ismeretlen utazót, akiről semmit sem tudni, bizonyos „Prynne”-t és tegyen a táskájára egy GPS nyomkövetőt, mindezt 25 000 dollárért cserébe. Kíváncsiságból Michael elmegy a mosdóba és megtalálja a szellőzőnyílásba rejtett 25 000 dollárt borítékban, ezzel arra utalva, hogy a helyzet egyáltalán nem hipotetikus.
Megpróbálja elhagyni a vonatot, de egy fiatal nő megállítja őt, és átadja a felesége esküvői gyűrűjét, valamint egy másik borítékot. Michael megpróbálja felhívni a feleségét, de az nem válaszol. Michael próbálja figyelmeztetni az egyik utast, akivel ismerik egymást (Jonathan Banks) az újságjára leírva, hogy mi folyik a vonaton, de miután az idős férfi leszáll, kilökik egy mozgó busz elé.
Michael igyekszik nyomon követni Prynne-t azáltal, hogy átvizsgálja az utasok menetjegyeit, ám nem ismeri fel azokat, csupán annyit tud, hogy Prynne a Cold Spring-i vagonban tartózkodik. Ezután felhívja korábbi partnerét, Murphy-t (Patrick Wilson) és elmondja neki az eseményeket. Murphy tájékoztatja arról, hogy Prynne kulcsfontosságú tanú egy Enrique nevű férfi feltételezett öngyilkossági ügyében, ekkor Michael rájön, hogy meg akarják ölni Prynne-t.
A legutóbbi vagon kivételével, a vonat légkondicionálásának meghibásodása miatt, Michael az összes utast az utolsó vagonba kényszeríti. Prynne-ról kiderült, hogy egy fiatal lány, Sofia, aki inkriminált információkat tart magánál az erőszakos emberekről, és tanúvédelem alatt állt a vonat indulásakor. Michael megkérdezi Sofiától, hogy miért nem ment a rendőrségre. Megtudja, hogy a rendőrség ölte meg Enrique-t, aki Sofia unokatestvére volt.
Joanna felhívja Michaelt, és a családjával fenyegetőzve megpróbálja meggyőzni őt, hogy ölje meg Sofiát, de Michael elutasítja. Joanna használja a B tervét és kisiklatja a vonatot, hogy mindenkit megöljön a fedélzeten. Michaelnek sikerül megmenteni az összes utast azáltal, hogy lekapcsolja az utolsó vagont a többi szerelvényről, egy hatalmas kanyar előtt.
Feltételezve, hogy Michael túszokat tart a vonaton, Murphy-t odaküldik, hogy beszéljen vele, ám kiderül, hogy ő az a rendőr, aki megölte Enrique-t. Michael és Murphy küzdeni kezd egymással, majd Michael észrevétlenül magához veszi Murphy válláról a rendőrségi nyomkövetőt, amelyet távolról mesterlövészek figyelnek. A mesterlövészek a fegyvert tartó, nyomkövető nélküli alakról azt hiszik, hogy ő a túszejtő, így tévedésből lelövik Murphy-t.
A vonatból kiszállva Sofiát kihallgatja az FBI, aki elmondja nekik amit tud. Michaelt a többi utas hősnek tartja, mivel megmentette az életüket. Kiderül az is hogy Michael családját megvédte az FBI. A régi kapitány (Sam Neill) elismeri, hogy Murphy és néhány más ember ellen egy ideje nyomozás volt folyamatban, így Michaelnek visszaadja a munkáját.
Valamivel később Joanna ismét vonaton utazik vissza Chicagóba. Michael leül vele szembe, majd tájékoztatja őt a cselekedeteiről, mielőtt megmutatja a rendőrségi detektív jelvényét, ami azt sugallja, hogy letartóztatja a nőt.

## Szereplők
| Szerep                   | Színész              | Magyar hang       |
| ------------------------ | -------------------- | ----------------- |
| Michael MacCauley        | Liam Neeson          | Csernák János     |
| Joanna                   | Vera Farmiga         | Szávai Viktória   |
| Alex Murphy nyomozó      | Patrick Wilson       | Miller Zoltán     |
| Walt                     | Jonathan Banks       | Papp János        |
| David Hawthorne kapitány | Sam Neill            | Vass Gábor        |
| Karen MacCauley          | Elizabeth McGovern   | Vándor Éva        |
| Dylan FBI-ügynök         | Killian Scott        | Horváth Gergely   |
| Vince                    | Shazad Latif         | Fehér Tibor       |
| Tony                     | Andy Nyman           | Scherer Péter     |
| Eva                      | Clara Lago           | Lipcsey Bori      |
| Jackson                  | Roland Møller        | Végh Péter        |
| Gwen                     | Florence Pugh        | Nemes Takách Kata |
| Danny MacCauley          | Dean-Charles Chapman | Bauer Gergő       |

## Fogadtatás

### Bevételi adatok
A Nincs kiszállás 36,3 millió dollárt gyűjtött össze az Amerikai Egyesült Államokban és Kanadában, valamint 83,4 millió dollárt más területeken, így világszerte összesen 119,8 millió dollárt termelt.
Az Egyesült Államokban és Kanadában a Nincs kiszállás, a Bérgyilkos Mary és a Paddington 2. nyitása mellett még bemutatták A Pentagon titkai című filmet széles terjesztésben, a nyitó hétvégéjén 2892 színházban játszották le, 12-14 millió dolláros bevétellel. A hét első napján 4,5 millió dollárt, a hétvégén pedig 13,4 millió dollárt gyűjtött, a korábbi Neeson-Collet-Serra együtteseket összehasonlítván. A harmadik helyezést a Jumanji – Vár a dzsungel és a Pentagon titkai érte el. A film a második hétvégén 6,6 millió dollárt szerzett, 51,8%-ot esett, és így a 7. helyen végzett.

### Kritikai összhang
A film vegyes kritikákat kapott az értékelőktől, melynek eredményeképpen az átlag pontszáma 5,5 / 10 lett. A Metacritic oldalán a film értékelése 56% a 100-ból, ami 44 véleményen alapul. A Rotten Tomatoeson a The Commuter – Nincs kiszállás 57%-os minősítést kapott, 169 értékelés alapján. A CinemaScore által meghallgatott közönség a filmre átlagosan "B" -t adott az A + F skálán. Neeson és Collet-Serra korábbi filmjéhez hasonlóan (Non-Stop) megdicsérték a férfi teljesítményét.